# Západní jihoslovanské jazyky

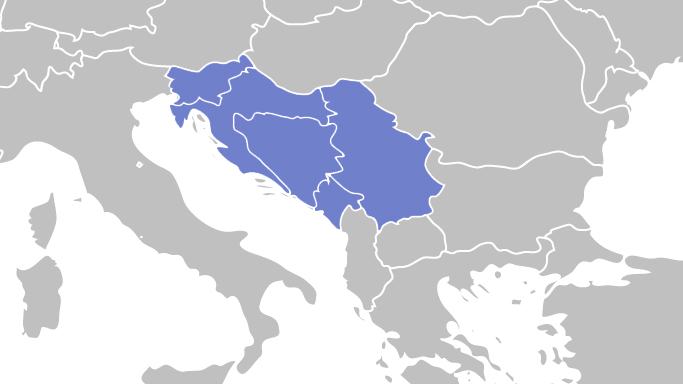
Mapa států, kde jsou západní jihoslovanské jazyky jako úřední jazyk.

Západní jihoslovanské jazyky jsou jazyky z Jihoslovanské skupiny Slovanských jazyků. Jejich rozšíření je převážně ve státech na západním Balkáně.
Mezi Západní jihoslovanské jazyky patří:
- slovinština
  - rezjanský dialekt
- srbochorvatština
  - chorvatština
  - bosenština
  - srbština
  - černohorština